# Ansumane Mané
Ansumane Mané (asi 1940 – 30. listopadu 2000) byl bissausko-guinejský voják a politik, který v roce 1998 vedl povstání proti vládě prezidenta João Bernarda Vieiry. To vyvolalo krátkou, ale krvavou občanskou válku.

## Kariéra
Bojoval ve válce za nezávislost proti Portugalsku po boku João Bernarda Vieiry, byl jeho osobním strážcem. Podporoval ho, i když v roce 1980 svrhl prezidenta Luíse Cabrala.
Počátkem roku 1998 byl suspendován z funkce náčelníka generálního štábu ozbrojených sil kvůli údajnému pašování zbraní separatistickým povstalcům z Casamance v Senegalu. V dopise zveřejněném počátkem dubna 1998 zase vznesl stejné obvinění proti ministru obrany Sambovi Lamine Manému a dalším důstojníkům. Tvrdil, že Vieira pašování zbraní povolil. Rovněž prohlásil, že byl z funkce odvolán kvůli obavám z možného státního převratu. K pašování mělo docházet kvůli nespokojenosti s platy vojáků.
Vieira Maného následně odvolal a 6. června 1998 ho nahradil generál Humberto Gomes. Toho následujícího dne vedl vojenskou vzpouru proti Vieirovi, která vyústila v občanskou válku. Mírová dohoda z listopadu 1998 stanovila přechodnou vládu národní jednoty a nové volby.
Po sesazení Vieiry, ke kterému došlo 7. května 1999 se stal dočasnou hlavou státu až do 14. května, kdy byl do funkce prezidenta dosazen Malam Bacai Sanhá, předseda Národního lidového shromáždění.
Po tomto vítězství získával větší politický vliv. Měl několik návrhů na délku prezidentského období. Žádný nebyl schválen a jeho politická pozice tím byla značně ochromena.
Učinil několik kritizovaných kroků a vše vyústilo napadnutí jeho ozbrojených sil. Následně uprchl do regionu Biombo. 
Dne 30. listopadu 2000 byl zavražděn vojáky tehdejšího prezidenta Kumba Ialá.